# Air Cairo

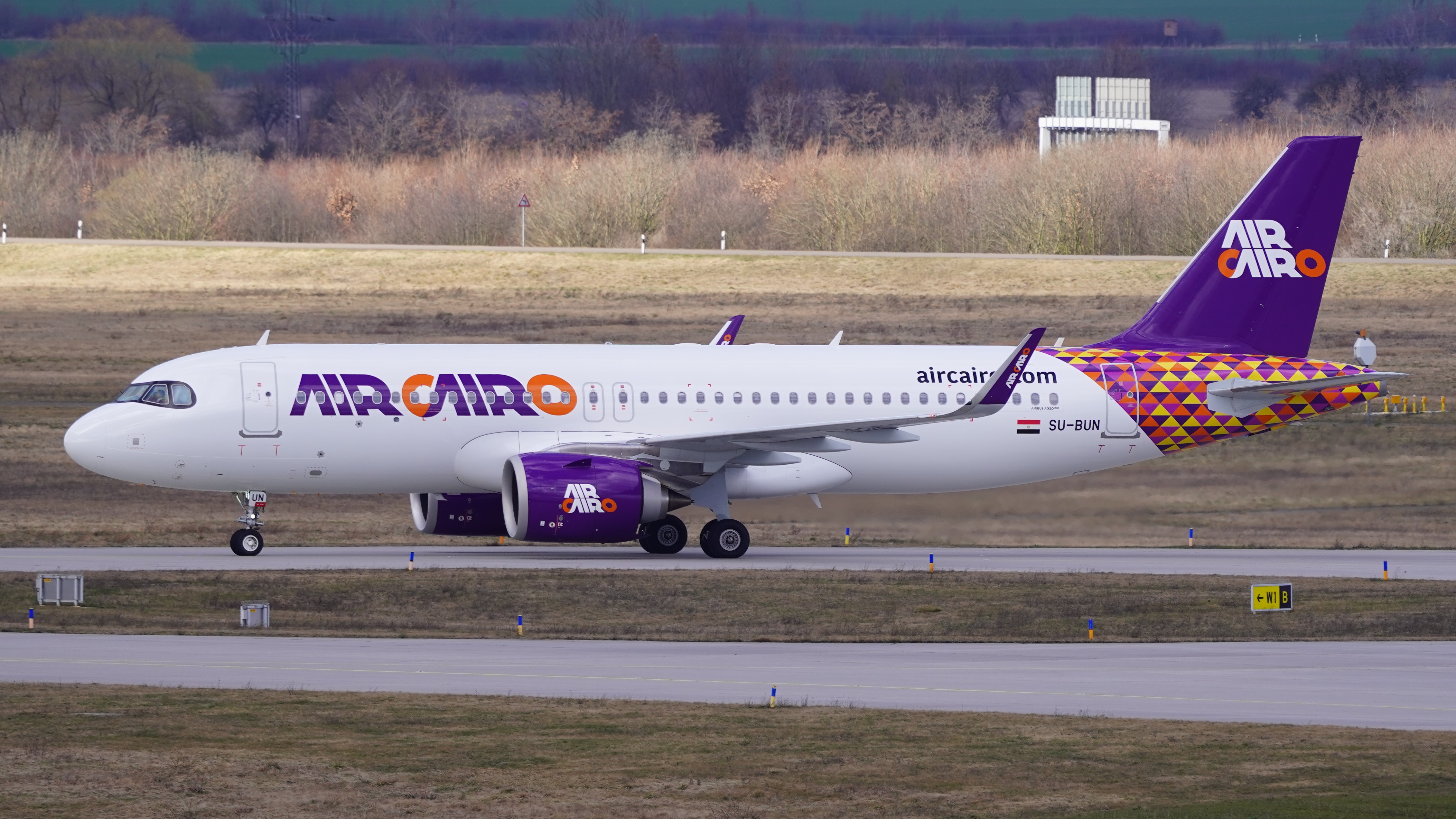
Un Airbus A320-251N de dernière génération

Air Cairo est une compagnie aérienne charter égyptienne fondée en 2003, son hub est au Caire, son PDG est Kamal Zaki. C'est une filiale d'Egyptair, à hauteur de 80 % et à la banque nationale d'Égypte (20 %). La maintenance est assurée par Egyptair.
Son code OACI est MSC.

## Histoire
La compagnie aérienne a été créée en 2003. Elle appartient à EgyptAir à hauteur de 60%, à la Banque nationale d'Égypte à hauteur de 20% et à la Bank Misr à hauteur de 20%.
La société est en train de refondre son modèle existant vers un modèle de compagnie aérienne à bas prix. Elle devrait être ainsi la compagnie aérienne à bas prix la plus puissante d'Égypte. Le 1er juin 2012, Air Cairo lance son premier vol régulier depuis l' aéroport Borg El Arab d'Alexandrie vers l'aéroport international de Koweït, l'aéroport international Queen Alia, l'aéroport international King Abdulaziz, l'aéroport international de Tripoli, l'aéroport de Sabha, l'aéroport de Misrata et l'aéroport international King Khaled . Air Cairo lance également ses vols réguliers depuis l'aéroport international d'Hurghada à l'aéroport Nikola Tesla de Belgrade. Mais ces vols ont été suspendus fin décembre 2015 en raison d'une faible demande.
Le 5 novembre 2018, l'autorité aéronautique allemande interdit à Air Cairo - (avec FlyEgypt)- de se rendre en Allemagne, où elle opérait pour le compte de voyagistes allemands, en raison de violations de la réglementation. Peu de temps après, de grands voyagistes européens comme Thomas Cook Group et TUI Group annoncent qu'ils mettraient fin à leurs contrats avec Air Cairo et FlyEgypt.
En mars 2019, la compagnie aérienne décide de louer des Embraer 170 pour des opérations sur les liaisons intérieures de la compagnie aérienne en Égypte .

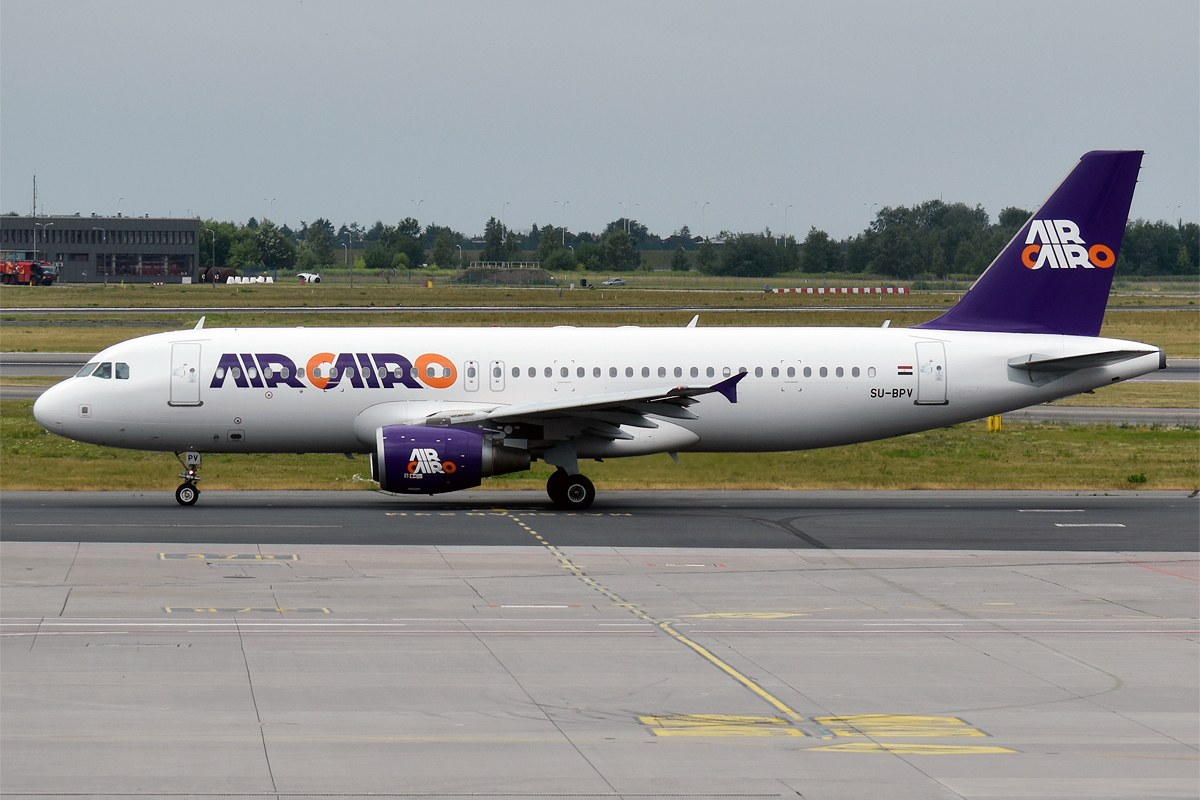
Livrée actuelle d'Air Cairo

## Destinations
En février 2020, la compagnie dessert diverses destinations dont Zvartnots International Airport, l'Aéroport d'Abou Simbel, l'Aéroport international de Louxor
, l'Aéroport international de Budapest-Ferenc Liszt
, l'Aéroport de Bari, l'Aéroport international de Bergame-Orio al Serio (Le Caravage), l'Aéroport de Bologne-Borgo Panigale, l'Aéroport de Milan Malpensa
, le Naples International Airport, l'Aéroport Léonard-de-Vinci de Rome Fiumicino, l'Aéroport de Venise-Marco-Polo, l'Aéroport international Roi-Hussein, l'Aéroport international de Koweït, l'Aéroport de Varsovie-Chopin, le Yanbu Airport ou encore l'Aéroport M. R. Štefánik.

## Flotte

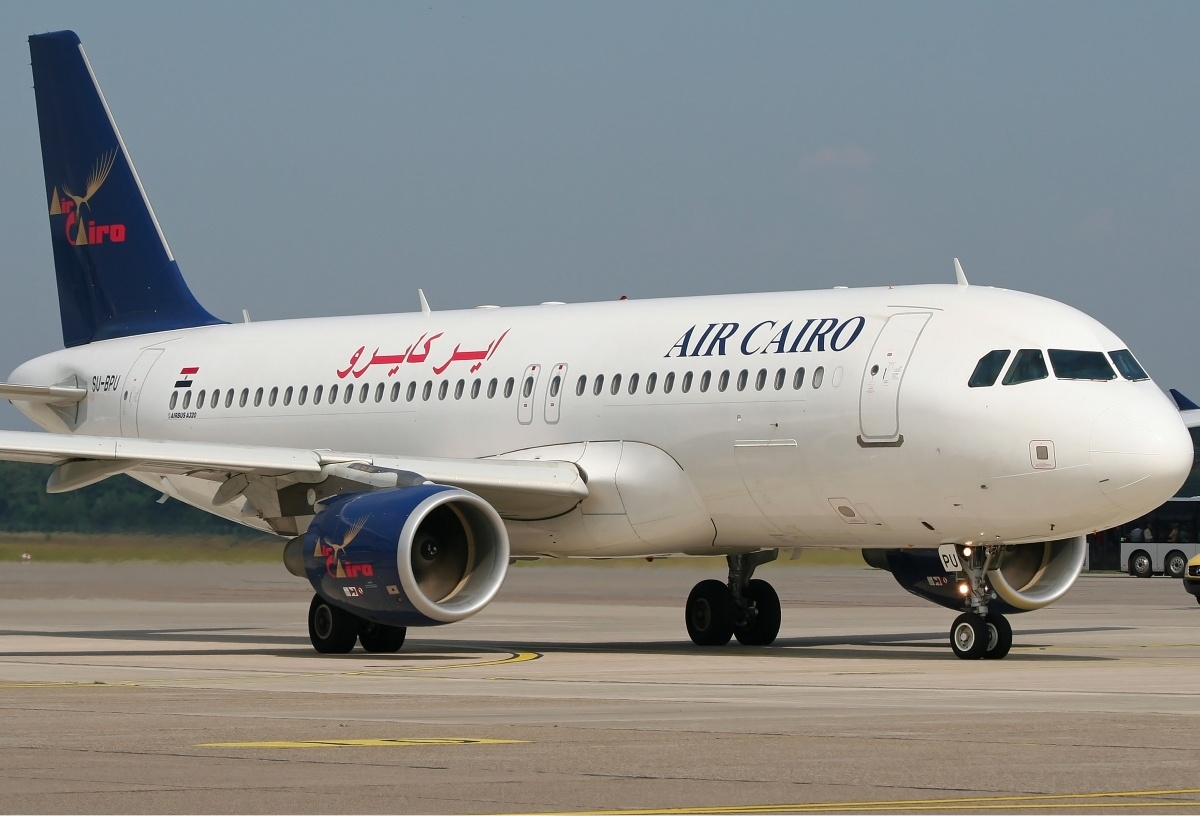
Airbus A320 d'Air Cairo

En novembre 2024, la flotte d'Air Cairo est composée des avions suivants  : 